# Castelo de Guyomarais

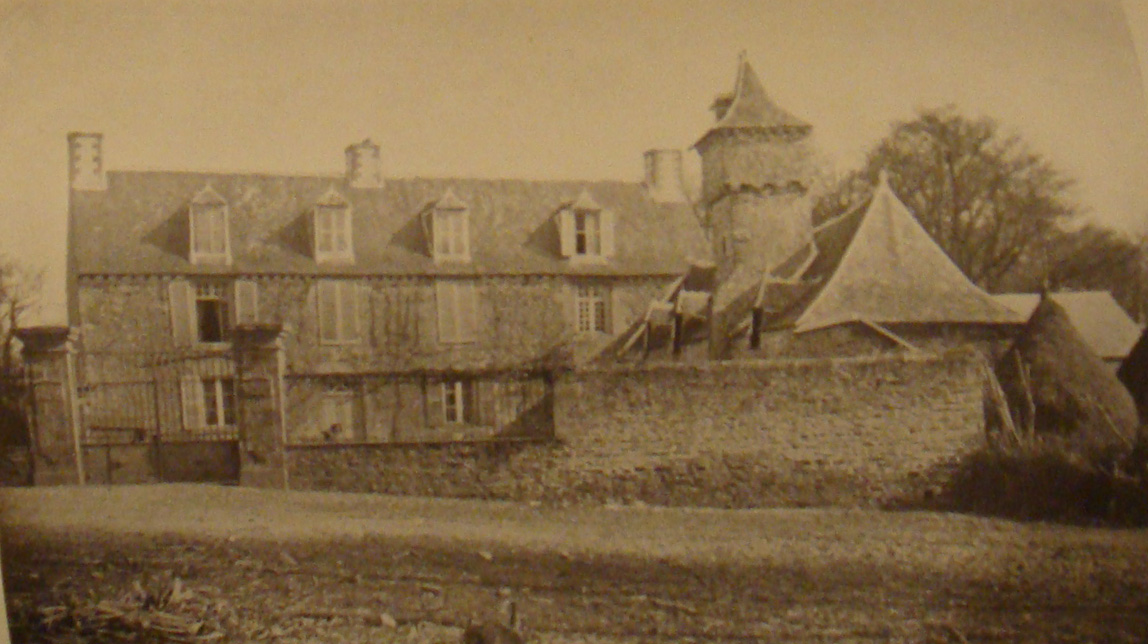
O château de La Guyomarais.

O château de La Guyomarais é um castelo francês da comuna de Saint-Denoual, no departamento de Côtes-d'Armor.

## Histórico
O castelo, construído no século XVI, é de granito. O terreno em que se ergue pertencia, em 1450, a Jean de Guerrande; em 1536, era de Marguerite de Guerrande e em 1569 a Mathurin Le Fruglais.
No século XVIII é de propriedade de Monsieur de La Motte La Guyomarais. Durante a Revolução Francesa foi refúgio do Marquês de La Rouërie, que ali permaneceu no mês de outubro de 1792, em 9 a 11 de novembro, e em 15 de dezembro, retornando em 12 de janeiro de 1793, vinda ali a morrer em 30 de janeiro de 1793. O castelo é propriedade privada.
Na mata do castelo foi erguido um túmulo ao Marquês de La Rouërie, onde se ergue um monumento feito pela Embaixada dos Estados Unidos, já que este foi um herói de sua guerra de independência.